# 성사중학교 (서울)
성사중학교(城沙中學校)는 대한민국 서울특별시 마포구 성산동에 있는 공립 중학교이다.

## 학교 연혁
- 1980년 12월 27일 : 성사중학교 설립인가
- 1981년 3월 1일 : 초대 송석영 교장 취임
- 1981년 5월 27일 : 개교식
- 1984년 2월 14일 : 제1회 졸업식 (1,382명)
- 2022년 9월 1일 : 제18대 조자희 교장 취임
- 2023년 1월 4일 : 제40회 졸업식(130명, 졸업생 총 수 17,871명)
- 2023년 3월 2일 : 신입생 101명 입학(남 40명, 여 61명)

## 참고 자료
- 성사중학교 - 한국교육학술정보원 학교알리미